# 張七郎

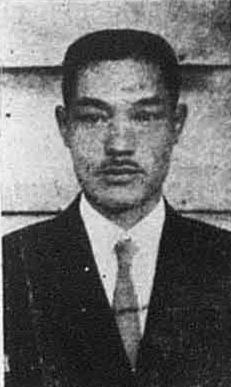
張七郎

張七郎（1888年12月16日—1947年4月4日），出生於清治時期福建省臺灣道臺北府新竹縣竹北二堡大湖口（今新竹縣湖口鄉）人。臺灣總督府醫學校（今日國立臺灣大學醫學院）畢業。曾任醫師、制憲國民大會代表、花蓮縣議會議長。後於二二八事件中，與其子張宗仁、張果仁共三名醫生同時被逮捕後槍決。

## 生平
張七郎出身新竹縣大湖口張六和家族，其父張仁壽，原為漢醫，與長老教會傳教士馬偕認識後，成為客家人中最早一批基督徒，設立大湖口長老教會。

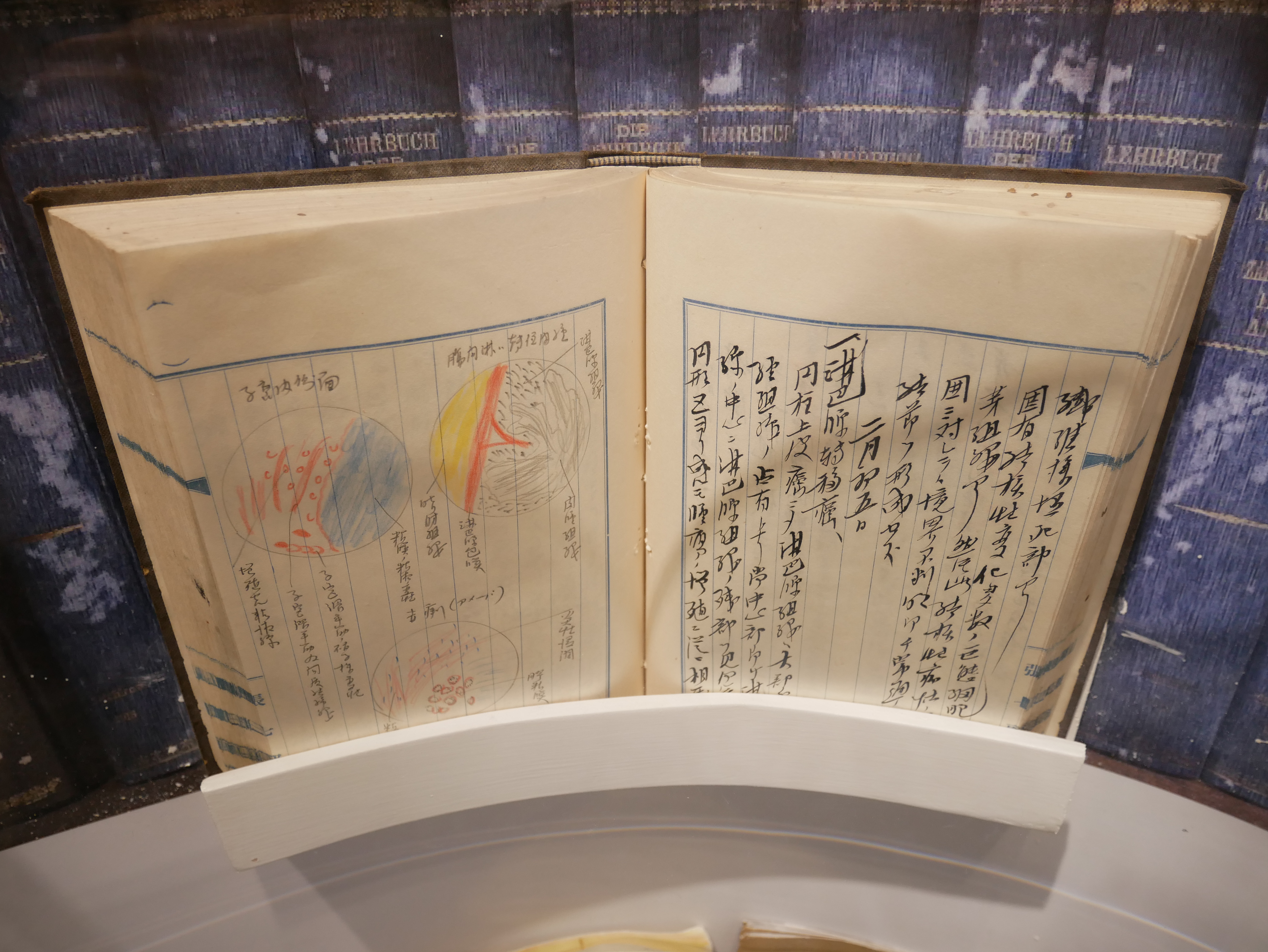
張七郎就讀臺灣總督府醫學校時的筆記

張七郎十餘歲時到廈門在私墊學漢文約三年後，回臺灣到新埔就讀公學校。1910年張七郎考進臺灣總督府醫學校，與蔣渭水同班。
1915年，張七郎自臺灣總督府醫學校畢業後，曾先後在基隆醫院、馬偕醫院服務，並與在淡水創立淡水中學校（今私立淡江高級中學）的馬偕之子偕叡廉成莫逆之交。張七郎民族主義觀點濃厚，居家只許家人說客家語，不准說日語。
後為紀念父親張仁壽，在淡水街開仁壽醫院，兄長張逢年為中醫，早年在花蓮港廳行醫，鼓勵張七郎前來鳳林區服務並定居，1921年張七郎於鳳林區開設醫院，仍取名為「仁壽」。
1945年9月，第二次世界大戰結束，臺灣由國民政府接收後，張七郎寫信要求三位在前滿州國奉天市（今沈阳市）行醫的兒子回台，三子遂於翌年以聯合國公約難民身分返回臺灣。1945年11月，花蓮縣縣長張文成任命張七郎為鳳林農業職業學校代理校長:158-160，1946年3月張七郎決定參選花蓮縣參議員，順利當選後被推選為議長，同年10月張七郎當選制憲國大代表，加入中國國民黨:208，隨團至南京參與制憲過程。

### 校長無法真除傳言
黃惠君稱張七郎打算開辦鳳林初級中學，因此與花蓮縣縣長張文成發生多次爭執，最終未能從鳳林農業職業學校代理校長真除。
張宗仁之子張安滿則回憶張七郎是因為當選制憲國代要去南京，就去請花蓮縣政府派人接任校長，縣政府表示其子張宗仁有大學學歷適合接任，張宗仁因此接受派任，白天當校長晚上看診:〈張安滿訪問紀錄〉。
對於以上說法，張若彤指出鳳林初級中學就是鳳林農業職業學校改制，更之前是日本「花蓮港廳立花蓮港專修農學校（中文又譯「農業專科學校」）」，不是張七郎從無到有的創辦，根據當時的《公務員任用法》，代理期間不得超過3個月，1945年11月張文成以「准他代理」任命張七郎後上報給長官公署，但長官公署認為張七郎沒有教育職務資歷，不符《職業教育規程》規定，否決人事案，隨著鳳林農校從職業學校改制為普通初中，張文成再度任命張七郎為鳳林初中校長，然而也不符《中學教程》規定的資歷需求，張文成不理會長官公署要求他「另行遴選合格人員」的命令，讓張七郎一直逾期代理下去，直到1946年9月底內政部通令全國若各級民意代表仍兼任公立學校校長者必須辭職校長職，收到通知後一個月內不辭校長的話就視為辭民意代表，張七郎才辭去代理近一年的校長職務，且繼任校長就是他的長子張宗仁，鳳林初中第一批教員有6人為張七郎以向縣長推荐的親友團，包含自己7人全以「義務教員」的名義，張文成全部批准並加碼有薪任用，《人民導報》甚至以內政部通令為引暗指張七郎以議長兼校長疑似和花蓮縣政府教育局有利害關係，張若彤認為張七郎和張文成無恩怨，客觀證據上並非敵對。:158-162,171-172

### 二二八事件
1947年2月二二八事變爆發，被邀請參加二二八事件處理委員會，但因病而未參加。
3月6日臺灣省行政長官陳儀宣布若民眾認為現任縣市長不適任，可投票表達不適任意向，並公推3位人選，由他圈定1位來擔任新的官派縣市長，並承諾推動在7月1日民選縣市長。二二八事件處理委員會花蓮分會主任委員馬有岳領導了推舉縣長大會，會中推舉最高票的是張七郎，第二高票者為馬有岳，但張七郎並不在現場，3月12日張七郎公開聲明不願受推舉為縣長，幾乎同時張文成也向陳儀表明辭意，陳儀未批准辭呈，要求他繼續負責。:154,209
4月1日，中華民國國軍21師獨立團至花蓮縣清鄉。4月4日晚上，駐軍以有士兵拉肚子為由，先要張宗仁帶藥箱前往治療，不久張果仁回來，突被反扣綑綁帶走，未出示任何逮捕令，不久又拘捕臥病在床的張七郎與張依仁。在未經過司法審判下，張七郎、張宗仁與張果仁父子三人連夜被押至鳳林鎮郊外的公墓秘密槍決；三人生前皆遭凌虐，傷痕累累，死時只著內褲，外衣、帽子都被剝走，子彈皆從後背穿過前胸，另張果仁大腸外露。張氏遺族後來自行尋獲遺體收埋，並在墓碑上刻著「兩個小兒為伴侶、滿腔熱血洒郊原」的文字。
次子張依仁被囚禁於東部警備區司令部設立的勞動訓導班三個月後才釋放，他稱被抓時他太太有將他離開長春時向醫院申請到的軍醫證放進口袋，但他自己沒印象:〈張依仁訪談紀錄〉。此案曾被上報至層峰，經蔣介石查問，特務無法答覆而以「拒捕誤殺」回報，最後處分以林頂立去職結案。事後臺灣警備總司令部宣布：「張七郎、張宗仁、張果仁因背叛國民黨與國民政府、組織暗殺團，逮捕時反抗因而加以射殺」，但是無法提出相關証據。近年才解密的國家安全局歷史檔案、1949年11月28日的「二二八事變正法及死亡人犯名冊」中，則將張七郎名列第一位。

#### 遭密告的各方說法
2009年，中央研究院研究員許雪姬收購與公布二二八事變相關檔案，當時報導稱檔案中有份1947年6月6日公文稱「據報死因為花蓮縣長張文成挾怨報請廿一師獨立團第五連連長董志成於鳳林鎮郊外番社執行密裁。」等描述，經國防部保密局臺灣站站長林頂立送交情報，交由抵台鎮壓的21師獨立團第五連連長董至成執行秘密處決。張安滿不認同許雪姬的結論，認為是國民政府下令，並且沒有報導林頂立因此案去職，並移居雲林縣莿桐鄉。
2016年許雪姬將保密局檔案彙編正式出版，該公文實際原文為「聞係由張縣長報請獨立團，將張氏父子三人由該團五連連長董志成在其鳳林鎮郊外之番社執行密裁。」，許雪姬指出這些檔案雖有價值但有侷限，例如「情報上呈之後，上級的批示為何？」因而無法僅憑檔案所言就判斷某情報如何實際影響政府行動:175,177。
2013年，一份1947年4月1日由臺灣東部綏靖司令部發給花蓮縣政府的公文解密，內容為憲兵隊王隊長報稱：制憲國民大會代表鄭品聰指稱張七郎有共黨嫌疑，理由為他與張七郎一起在南京制憲時覺得張行為詭異。張若彤認為密告者為鄭品聰較可信，這份公文是在張七郎死亡前幾日，而許雪姬引用的公文則是死亡後幾個月，且縣長無權指揮軍隊，戒嚴時期是戒嚴司令對縣政府下令:177。
2009年時任國立政治大學臺灣史研究所副教授陳翠蓮稱張文成在二二八事件後不知下落。實際上張文成長居臺灣任公職，1949年6月張文成任臺南市自來水管理處主任，1952年5月擔任臺灣省高雄工業給水廠廠長至1964年6月，期間於1958年12月遞補為第一屆國民大會代表:225。

## 家屬
- 杜潘芳格：張七郎為其母詹（鄭）完妹之姑丈。[16]
- 顏崑陽：張七郎為其妻陳惠操之母張玉蟬之養父。[8]:〈陳惠操訪問紀錄〉、〈顏崑陽訪問紀錄〉
- 妻子：詹金枝（1892年2月19日—1982年），新竹芎林人，七歲與張七郎訂婚，21歲結婚，婚後育有五男三女（宗仁、依仁、果仁、秀惠、性惠、秉仁、存仁、和惠）。婚後擔任丈夫醫院的助產士。
- 長子：張宗仁（1916年1月16日—1947年4月4日），生於基隆[1]，畢業於日本醫科大學，畢業後回臺與妻子結婚。曾於滿州國省立醫學院擔任婦產科教授，張七郎當選制憲國大代表後接任鳳林初中校長。死於鳳林二二八事件。
- 長媳：葉蘊玉（—2021年11月3日），張宗仁之妻。昭和十五年（1940年）結婚，育有二子。
- 次子：張依仁（1919年5月7日—2011年2月24日），大學畢業於滿州醫科大學，畢業後任醫師一職，是鳳林二二八事件被抓捕人中的唯一倖存者。
- 次媳：許梅（1920年—2020年9月26日），淡水人，淡水女子公學校畢業，後至日本掘越女學校、東洋英和學院就讀，畢業後回臺到宮前女學校（臺北神學院高等女學部，淡江中學女子部合併）任教。
- 三子：張果仁（1922年7月13日—1947年4月4日），生於鳳林[1]，與妻子張玉蟬育有一子張至滿，死於鳳林二二八事件。
- 三媳：張玉蟬（1929年—2022年12月28日），新竹湖口人，畢業於花蓮港廳立高等女學校（今花蓮女中）。張七郎之養女、媳婦，張果仁之妻，二二八事件受難者家屬。與張果仁生有一子張至滿，與陳喬格生有一女陳惠操。
- 四子：張秉仁。
- 五子：張存仁。